# Майдана, Антонио
Антонио Майда́на Кампос (исп. Antonio Maidana; 16 ноября 1916, Энкарнасьон, Парагвай — исчез 27 августа 1980, Буэнос-Айрес, Аргентина) — деятель парагвайского коммунистического движения, профессор.

## Биография
Закончил начальную школу в своём родном городе Энкарнасьон, столице Итапуа. Продолжил учёбу в Асунсьоне, став педагогом по образованию. Включился в политическую борьбу с юношеских лет, в 1930-х годах возглавлял Центр учащихся начальных школ, Национальную федерацию студентов и учащихся средних школ, Студенческий центр, Центр учителей, Национальную ассоциацию учителей. В 1941 году окончил Высшую учительскую школу, был секретарём Ассоциации учителей Парагвая.
В 1936 году вступил в ряды Парагвайской коммунистической партии (ПКП). В 1939 году стал лидером демократического движения студентов и преподавателей, активно солидаризовавшегося с интересами трудящихся. В марте 1940 года был арестован как активист компартии (в том же году стал членом комиссии ЦК ПКП по политическому просвещению). За участие в забастовке учителей 1941 года был арестован и приговорен к заключению в городе Исла-Пои в Чако. В 1943 году его вновь арестовали и отправили в тюрьму Байя-Негра, также в Чако. Ему удалось сбежать из тюрьмы и он смог укрыться в Монтевидео до 1946 года, когда он вернулся в Парагвай, воспользовавшись уступками режима Ихинио Мориниго демократическим требованиям.
После ультраправого переворота 13 января 1947 года ушёл в подполье, но в том же году был задержан и заключён в государственную тюрьму, а затем отправлен в Сан-Эстанислао, откуда ему также удалось бежать.
С апреля 1949 года член Политкомиссии ЦК ПКП, в 1953‒1957 годах секретарь ЦК ПКП по организационным вопросам и ответственный за политическую работу. В 1955 (или 1957) году он был назначен вторым секретарем ЦК ПКП. В августе 1958 года арестован стронистской полицией и содержался в «Третьем полицейском участке» вместе с другими коммунистами, такими как Альфредо Алькорта и его брат Ананиас Майдана, которых вместе с ним обвинили в организации забастовки 1958 года. Затем Майданы провели в заключении порядка двух десятилетий, в течение которых их жестоко пытали силовики диктатуры Стресснера.
В апреле 1971 года, находясь в тюрьме, был заочно избран председателем ПКП. В 1976 году его перевели в концентрационный лагерь Эмбоскада вместе с 500 другими политическими заключенными. За его освобождение ратовали левые круги мировой общественности. Под давлением их международной кампании солидарности, движения протеста в самом Парагвае, а также усилий Кармен Каско де Лары Кастро и других парагвайских правозащитников Антонио Майдана вышел на свободу в 1977 году и успел уехать в изгнание в Швецию. По состоянию здоровья он также побывал в Советском Союзе. С июня 1978 года был первым секретарём ЦК ПКП. В 1980 году он находился в Буэнос-Айресе, выполняя свои обязанности генсека партии, когда 27 августа его похитила полиция военной диктатуры. До сих пор числится пропавшим без вести; видимо, он был там же в Аргентине и убит в рамках антикоммунистической Операции «Кондор».